# فرودگاه شهری سنت جورج (۱۹۷۲–۲۰۱۰)
فرودگاه شهری سنت جورج (۱۹۷۲-۲۰۱۰) (به انگلیسی: St. George Municipal Airport (1972-2010)) یک فرودگاه همگانی بهره‌برداری هوایی بود که یک باند فرود آسفالت داشت و طول باند آن ۲۰۱۴ متر بود. این فرودگاه در کشور ایالات متحده آمریکا قرار داشت و در ارتفاع ۸۹۶٫۴ متری از سطح دریا واقع شده بود.